# Arthur Jaffe

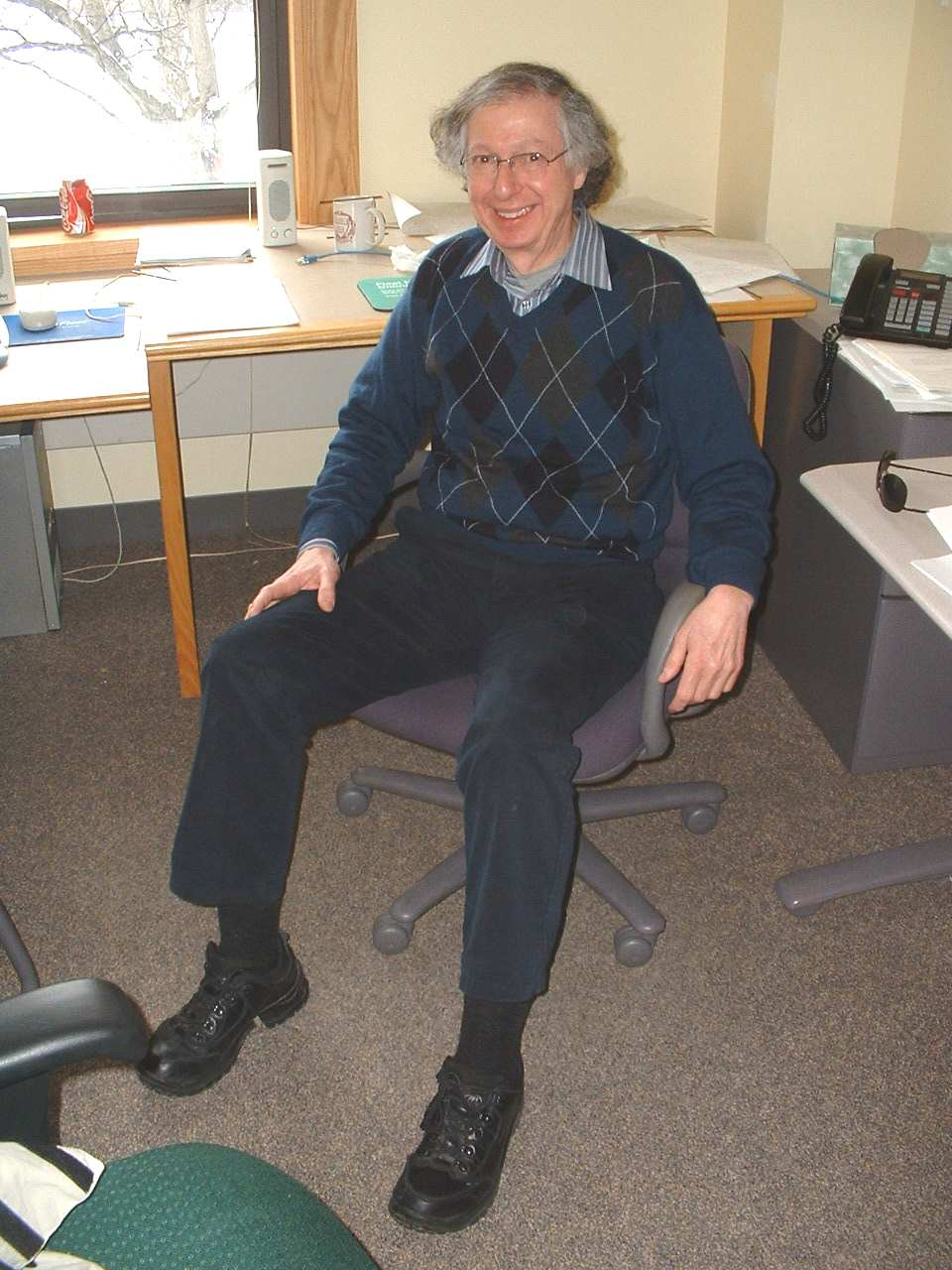
Arthur Jaffe

Arthur Michael Jaffe (* 22. Dezember 1937 in New York City) ist ein US-amerikanischer mathematischer Physiker, der sich vor allem mit Quantenfeldtheorie beschäftigt.

## Leben
Jaffe wuchs in Pelham (New York) auf. Er studierte zunächst Chemie an der Princeton University (B.A. 1959, „summa cum laude“) und dann mit einem Marshall-Stipendium Mathematik an der Cambridge University (Clare College, B.A. 1961). 1961 ging er wieder nach Princeton, wo er 1966 bei Arthur Strong Wightman in Physik promovierte und seine Abschlüsse in Mathematik, Physik und Chemie machte. Dazwischen war er 1963/4 mit Wightman am IHES bei Paris, wo er auch Res Jost und Klaus Hepp traf. 1966 war er an der Stanford University und ab 1967 Assistenzprofessor an der Harvard University, wo er 1970 Professor für Physik wurde, 1973 zu den Mathematikern wechselte und 1987 bis 1990 Chairman des Departements für Mathematik war. Er ist zurzeit in Harvard „Landon T. Clay Professor of Mathematics and Theoretical Science“. Er war u. a. Gastprofessor an der ETH Zürich (1968), der Beginn einer Zusammenarbeit u. a. mit Robert Schrader, Konrad Osterwalder und Jürg Fröhlich von der ETH Zürich ab Anfang der 1970er Jahre, sowie an der Rockefeller University, der Universität „La Sapienza“ in Rom und an der Princeton University.
1979 erhielt er den Preis in mathematischer Physik der New York Academy of Sciences und 1980 den Dannie-Heineman-Preis für mathematische Physik. Er war Präsident der International Association of Mathematical Physics und 21 Jahre lang Herausgeber der „Communications in Mathematical Physics“. 1978 war er Invited Speaker auf dem Internationalen Mathematikerkongress in Helsinki (Introduction to gauge theories).
1968 erhielt er ein Forschungsstipendium der Alfred P. Sloan Foundation (Sloan Research Fellowship). 1972 wurde er Fellow der American Physical Society. Er ist Mitglied der American Academy of Arts and Sciences und der National Academy of Sciences der USA. 2009 wurde er zum Ehrenmitglied der Royal Irish Academy gewählt. Er ist Gründungsmitglied des Clay Mathematics Institute, dessen Präsident er 1998 bis 2001 war, und (1976) einer der Gründer der Summer School of Theoretical Physics in Cargèse auf Korsika, die er 1976 bis 1996 organisierte. 1978 hielt er eine Invited Address auf dem Internationalen Mathematikerkongress in Helsinki. 2005 war er Nachfolger von Michael Atiyah als Chairman des Institute for Advanced Studies in Dublin. 1997/98 war er Präsident der American Mathematical Society, deren Fellow er ist.

## Werk
1969 bis 1972 legte er in einer Reihe von Arbeiten mit James Glimm die Basis für die „Konstruktive Quantenfeldtheorie“, dargestellt in ihrem Buch „Quantum Physics – a functional integral point of view“ (Springer 1981, 1987). Dabei begründeten sie auch Störungstheorie-unabhängig die Verwendung der Renormierungsprozedur und bewiesen als erste die Existenz nicht-trivialer relativistischer Quantenfeldtheorien (in 2 und 3 räumlichen Dimensionen, der Fall d=4 ist noch offen) und die Existenz von verschiedenen Phasen in Quantenfeldtheorien. Später befasste er sich u. a. mit Eichtheorien und nichtkommutativer Geometrie.
Sein Artikel mit Frank Quinn „Theoretical Mathematics – towards a cultural synthesis of mathematics and theoretical physics“ im Bulletin of the AMS 1993 führte zu einer Debatte über die Rolle mathematischer Strenge in der angewandten Mathematik (speziell der Stringtheorie).